# Anagarika Dharmapala
Anagārika Dharmapāla (tiếng Pali: Anagārika, [əˈnəɡɑːrɪkə];  phiên âm Sinhala: Anagarika, tiếng Sinhala: අනගාරික ධර්මපාල; 1864 – 1933) là một tu sĩ Phật giáo người Sri Lanka, nhà văn và nhà chấn hưng Phật giáo. Ông là một trong những người sáng lập và hoạt động tích cực trong phong trào dân tộc Phật giáo Sinhala bất bạo động, và Phật giáo. Ông cũng là một nhà tiên phong trong phong trào chấn hưng Phật giáo ở Ấn Độ sau nhiều thế kỷ suy tàn, và là nhà truyền giáo của Phật giáo trong thời hiện đại thực hiện thuyết pháp tại 3 châu lục: Á, Bắc Mỹ, và châu Âu. Cùng với Henry Steel Olcott và Helena Blavatsky, những người sáng lập Hội Thông thiên học, ông là một nhà cải cách và là nhà chấn hưng Phật giáo chính, là một nhân vật quan trọng trong việc truyền bá Phật giáo đến phương Tây. Ông cũng được xem lấy cảm hứng từ phong trào quần chúng của Ấn Độ ở Nam Ấn Dalits, bao gồm cả Tamil, để nắm lấy Phật giáo, nửa thế kỷ trước khi B. R. Ambedkar. Những năm cuối đời, ông được giới tăng sĩ tôn phong là Đại sư Sri Devamitta Dharmapala.

## Thuở thiếu thời và giáo dục

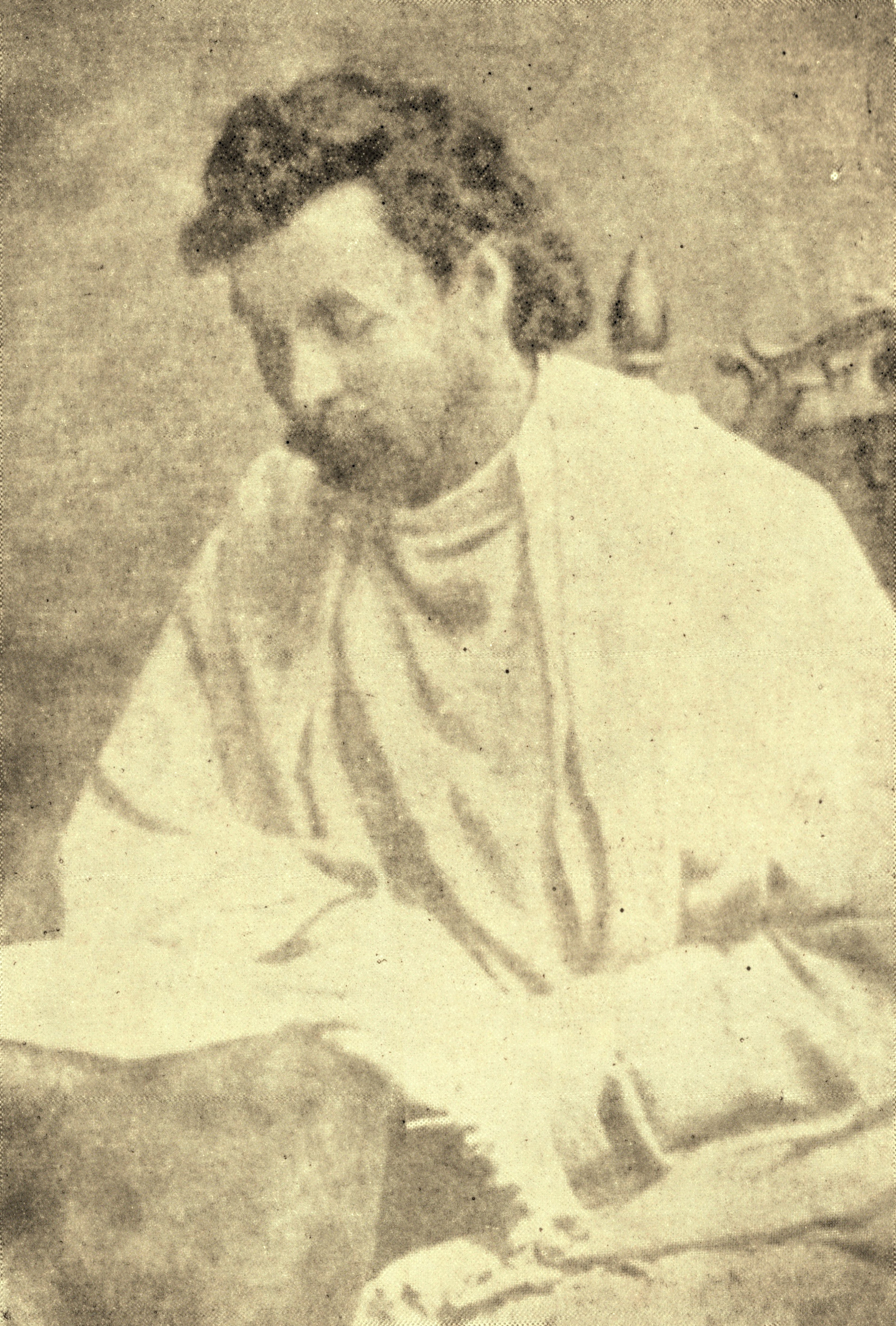
Srimath Anagarika Dharmapala ở tuổi 29 (1893)

Anagarika Dharmapala sinh ngày 17 tháng 9 năm 1864 ở Matara, Ceylon bởi Don Carolis Hewavitharana của xứ Hiththetiya, Matara và Mallika Dharmagunawardhana (con gái của Andiris Perera Dharmagunawardhana), một trong những thương gia giàu có nhất của Ceylon. Nguyên danh của ông là Don David Hewavitharane. Các em trai của ông gồm có Tiến sĩ Charles Alwis Hewavitharana và Edmund Hewavitarne.
Ceylon (nay là Sri Lanka) là một thuộc địa của Anh, vì vậy Hewavitarne có được một nền tảng giáo dục theo kiểu Anh quốc điển hình: ông từng theo học tại các trường Cao đẳng Cơ đốc Kotte; Cao đẳng St Benedict Kotahena; Cao đẳng S. Thomas Mutwal và Học viện Colombo (Cao đẳng Hoàng gia).

## Chấn hưng Phật giáo

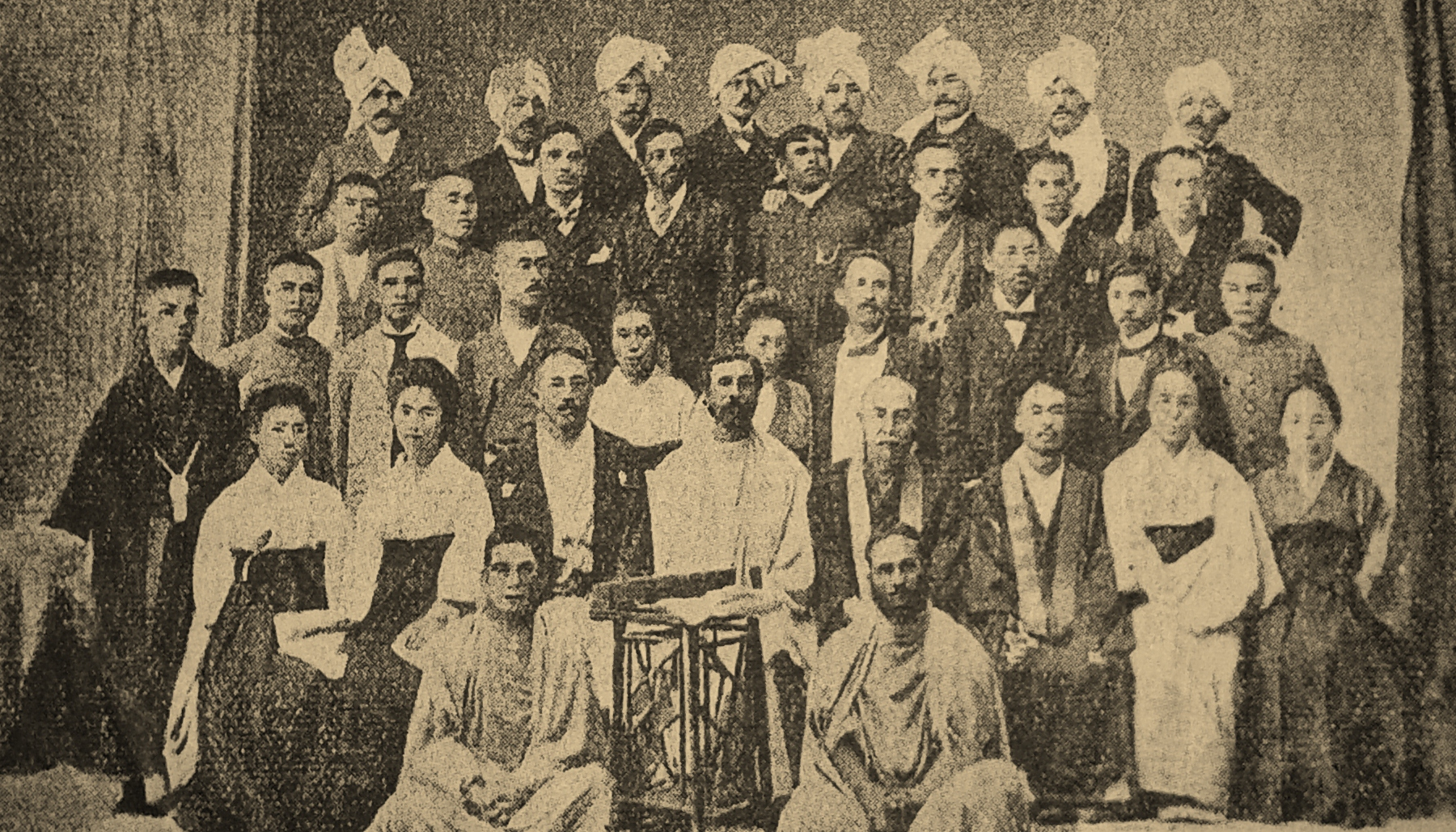
Anagarika Dharmapala (người ngồi giữa) tại trụ sở Tổng hội Mahabodhi (Đại Bồ đề) tại Calcutta.

Năm 1875, tại New York City, Phu nhân Blavatsky và Đại tá Olcott thành lập Hội Thông thiên học. Cả hai người đều rất có cảm tình với những gì họ hiểu về Phật giáo, và vào năm 1880, họ đến Ceylon, tuyên bố mình là tín đồ Phật giáo, quy y và thọ Ngũ giới từ một Tỳ kheo người Sinhan. Đại tá Olcott đã ở lại Ceylon và cống hiến đời mình cho sự nghiệp giáo dục Phật giáo dục, và đã dựng nên khoảng 300 cơ sở giáo dục Phật giáo, mà một số vẫn còn tồn tại đến ngày nay. Đây cũng chính là giai đoạn mà Hewavitarne đã đặt pháp danh cho mình là Anagarika Dharmapala.
'Dharmapāla' có nghĩa là 'hộ pháp'. 'Anagārika' trong tiếng Pāli có nghĩa là "hành giả". Ý nghĩa của pháp danh này thể hiện tình trạng trung dung của một tu sĩ vừa xuất thế vừa nhập thế. Như vậy, nền tảng sự tu tập của ông chính là Bát giới (gồm các giới sát sanh, trộm cắp, tà dâm, dối trá, say sưa, ăn quá bữa, giải trí và trang phục diêm dúa). Đối với giới cư sĩ Ceylon, thực hành Bát giới là việc bình thường mỗi ngày. Nhưng đối với một người bình thường, việc thực hành Bát giới là rất không hề dễ dàng. Dharmapala là anagarika đầu tiên – một hành giả – trong thời hiện đại. Nó có vẻ như là một phát nguyện của ông từ năm 8 tuổi và vẫn được ông giữ suốt cả cuộc đời mình. Mặc dù ông vẫn thường mặc một chiếc áo choàng màu vàng, nhưng đó không phải là một chiếc áo cà sa truyền thống của các tỳ kheo, cũng như việc ông không cạo đi râu tóc của mình. Ông cho rằng, điều cần thiết là tôn trọng tất cả các giới luật, theo giới luật trong mọi hoạt động, nhất là ông phải có hình thái thích nghi khi phải đi chu du nhiều nước trên thế giới. Không chấp nhất tên gọi hay hình tướng, trong vai trò này, ông được xem như "là mẫu tu sĩ Phật giáo thời hiện đại." Ông được xem như là một vị bồ tát ở Sri Lanka.
Chuyến hành hương của ông đến Bồ đề đạo tràng được khởi ý năm 1885, từ Sir Edwin Arnold, tác giả của Ánh sáng Á châu, người sớm ủng hộ cho việc cải cách các hình thái tu tập hướng về Phật giáo. Arnold được xem là chịu ảnh hưởng bởi Đại sư Weligama Sri Sumangala Thera.
Theo lời mời của Paul Carus, ông trở lại Hoa Kỳ năm 1896, và một lần nữa vào khoảng năm 1902-1904, khi mà ông đã dành nhiều thời gian cho việc du hành và thuyết pháp rộng rãi.

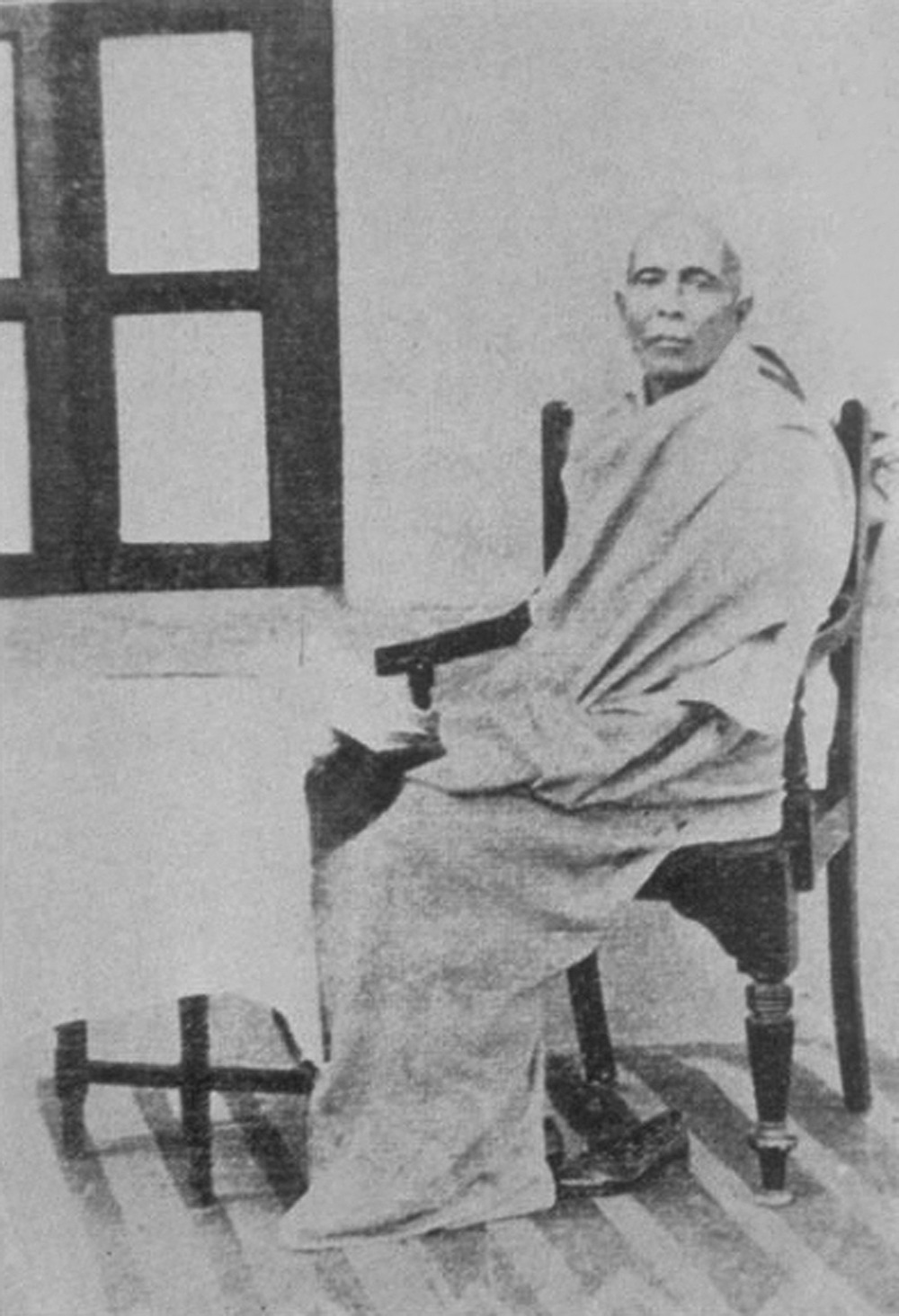
Đại sư Sri Devamitta Dharmapala.